# Márcio Nunes
Márcio Nunes dos Santos (Rio de Janeiro, 3 de novembro de 1963) é um ex-futebolista brasileiro que atuava como zagueiro ou lateral-direito.

## Carreira
Sua carreira foi praticamente toda dedicada ao Bangu, clube onde chegou em 1980 e foi promovido das categorias de base em 1982, por intermédio do treinador João Francisco.
Ainda teve uma fugaz passagem por empréstimo pelo Bonsucesso em 1984, antes de voltar ao Alvirrubro de Moça Bonita.

### A falta que comprometeu a carreira de Zico
Pouco tempo depois de ter participado da final do Campeonato Brasileiro de 1985, Márcio Nunes e seus companheiros disputariam um jogo contra o Flamengo em 29 de agosto. Nessa partida, o defensor tornou-se nacionalmente conhecido por ter cometido uma falta extremamente desleal e sem propósito em Zico. Esse choque acabaria se tornando um drama na carreira do Galinho e o atrapalharia por diversas vezes. Márcio foi expulso ao lado de Mozer, do Flamengo, que "tomou as dores" da falta cometida pelo atleta do Bangu. O resultado do choque entre os dois jogadores foi devastador para Zico, que deixou o campo com torção nos dois joelhos, na fíbula esquerdo e nos dois tornozelos.
A participação do craque na Copa do Mundo de 1986 foi prejudicada, e Márcio, em 1988, provou do mesmo veneno, sendo alvo de uma entrada dura — o causador foi o também zagueiro Fernando, do Vasco da Gama. Por conta disso, Márcio não obteve muito apoio para voltar a jogar profissionalmente, aposentando-se com apenas 25 anos. Chegou a reclamar à revista Placar que o lance com Zico o havia marcado.